# Nuria Mompín
Nuria Mompín Bustos (Barcelona, 1977) es psicóloga general sanitaria, psicoterapeuta y artista multidisciplinar. Es autora del libro “Arteterapia Clínica”, que utiliza  para acompañar y reducir el sufrimiento en enfermos de cáncer y otras patologías. Es psicooncóloga especialista en cuidados paliativos y cofundadora y directora de la Asociación Kalyan.

## Formación
Tras una infancia marcada por la enfermedad y muerte de cáncer de su mejor amiga, orientó su vida profesional hacia el sector de las terapias de ayuda y la psicología. La danza y la expresión corporal fueron las herramientas iniciales para ayudar a otras personas. Recibió clases de danza clásica, jazz y contemporáneo, y a los 19 años formaba parte de una compañía de teatro musical.
Estudió el grado de Terapia Ocupacional en la Universidad Autónoma de Barcelona (UAB);  el  Máster de Especialista en Arte Terapia Intermedial y Desarrollo humano en el Instituto de Arteterapia Transdisciplinaria de Barcelona (IATBA) y el Posgrado en Comunicación, Expresión y Lenguajes Artísticos en la Práctica educativa  en la Universidad de Barcelona (UB). Es  Máster Especialista en Psicooncología (UB), y ha recibido formación en Trabajo Corporal Integrativo (AEC), Terapia Transpersonal Integrativa (Cercle Gestalt) y en Eneagrama del Programa SAT de Claudio Naranjo.

## Desarrollo profesional
Tras trabajar en terapia ocupacional con diversos colectivos, visitó un hospital infantil  en Puebla (México) y decidió desarrollar la arteterapia entre niños y jóvenes con cáncer y con otras afecciones médicas graves. Durante 11 años trabajó en el hospital pediátrico Sant Joan de Deu, en Barcelona, desarrollando su proyecto de arteterapia, intervención psicoterapéutica que utiliza los elementos artísticos para fomentar procesos creativos y comunicativos.  Mediante la arteterapia utiliza diferentes disciplinas como la danza, el teatro, la pintura, la música, la escritura y la narración para fomentar la creatividad y la expresión de sentimientos.
Tras su trabajo en el hospital pediátrico, completó su formación con el grado de Psicología. La práctica de la meditación zen, también la ha acompañado en su desarrollo personal y profesional.
Es autora del libro “Arteterapia Clínica”(2022) que muestra todo lo aprendido en su práctica profesional con el uso terapéutico de las artes acompañando a niños y adolescentes con cáncer y otras afecciones médicas graves del Hospital Sant Joan de Déu de Barcelona.  
Es cofundadora y directora de la Asociación Kalyan: Psicología, Arte y Bienestar Emocional, que utiliza el arte y el apoyo psicológico en personas en momentos de gran vulnerabilidad. Mediante el uso terapéutico de las artes acompaña emocional y psicológicamente a las personas, promoviendo la exteriorización, y regulación de sus propias emociones.
Es docente en el ámbito de la Arteterapia en diferentes másteres universitarios (UB y Campus Docent Sant Joan de Déu) y en la Fundación Pere Tarrés, y  psicooncóloga especialista en cuidados paliativos.